# Гангули, Анил
Анил Гангули (англ. Anil Ganguly, 26 января 1933 — 15 января 2016) — индийский кинорежиссёр
 и сценарист, работавший в индустрии кино на хинди. Его работы дважды выигрывали Национальную кинопремию за лучший развлекательный фильм.

## Биография
Родился Бирме и вырос на территории современного Бангладеш.
Начал карьеру в 60-е как ассистент у таких режиссёров
как Калидас, Гуру Датт и Сатьен Бос.
В 1974 году снял свой дебютный фильм «Чистый лист бумаги» с Виджаем Анандом и Джаей Бхадури, сыгравшими супругов, чей брак рушится из-за вмешательства тещи. Сюжет фильма был основан на рассказе Saat Paake Bandha Ашутоша Мукерджи, однако Гангули переделал трагический конец на счастливый.
Также он поступил в своем следующем фильме Tapasya, основанном на повести бенгальской писательницы Ашапурны Деви. Картина показала исполнительницу главной роли Ракхи Гулзар не вершине её своего актёрского мастерства. Оба фильм выиграли Национальную кинопремию как лучший фильм, созданный с целью развлечения.
Следующей киноработой Гангули стал Sankoch (1976), его собственная версия романа «Parineeta» С. Ч. Чаттерджи. Режиссёр также снял Humkadam (1980) — ремейк «Большого города» Сатьяджита Рая, и Pyar Ke Kabil (1987) — ремейк «Ловушки для родителей» студии Walt Disney. Последней из его примечательных работ стал Saaheb (1986) с Анилом Капуром и Амритой Сингх. Затем его карьера пошла на спад, когда в отчаянной попытке остаться в ногу со временем, он стал снимать грубые боевики.
Его последний фильм на хинди Angaara вышел в 1996 году и стал дебютом для его дочери Рупали. Фильм с треском провалился и следующую картину, Kiye Para Kiye Nijara (1998), Гангули снимал уже на бенгальском языке, после чего оставил кинематограф.
Скончался 15 января 2016 года в своём доме в Мумбаи после непродолжительной болезни. У него остались: дочь Рупали, не получившая признания на большом экране, но заработавшая известность как актриса телевидения, и сын Виджай, ставший режиссёром и хореографом.